# 短喙灯心草
短喙灯心草（学名：Juncus krameri）是灯心草科灯心草属的植物。分布于日本、朝鲜以及中国大陆的辽宁、吉林等地，生长于海拔170米至1,300米的地区，多生于路旁、山坡、河边及湿草地，目前尚未由人工引种栽培。